# Nicola Padoin
Nicola Padoin (Montebelluna, 24 febbraio 1979) è un dirigente sportivo ed ex calciatore italiano, di ruolo centrocampista, coordinatore delle giovanili dello Spezia.

## Caratteristiche tecniche
È impiegato nei ruoli di difensore di fascia, di esterno o centrale di centrocampo.

## Carriera
Inizia la carriera da professionista nel Prato. Con i biancazzurri lanieri vince la Coppa Italia Serie C 2000-2001, realizzando lui stesso il gol vittoria nella partita di ritorno di Lumezzane, regalando il primo trofeo della storia del club toscano. Dopo 100 partite nel Prato, nel gennaio 2003 si trasferisce all'Empoli, dove esordisce nella massima serie, prima di ritornare a giocare sul terreno del "Lungobisenzio" a Prato, dove nella stagione successiva, totalizza 26 presenze, siglando anche un gol.
La stagione successiva si trasferisce alla Sanremese, prima di passare allo Spezia, dove starà cinque anni, totalizzando 70 presenze e 6 gol. È entrato nella storia dello Spezia quando segnò il gol, con cui al 90º gli aquilotti vinsero la partita contro la Juventus che valse l'accesso ai play-out e quindi la successiva permanenza in Serie B.
Nel 2008 si trasferisce alla Reggiana, ma ritorna subito allo Spezia, dove rimane per altri due anni, diventando capitano e soprattutto dando una mano alla promozione in Serie C1. Nel 2011 si trasferisce al Lecco, ma con scarsi risultati, mettendo a referto in due anni soltanto 11 presenze senza gol. Nel mercato estivo del 2013 passa al Magra Azzurri, squadra di Santo Stefano di Magra appena promossa nel campionato di Eccellenza, con la quale sfiora una storica promozione in Serie D, cedendo solamente nella finale play-off nazionale con i giuliani dell'NK Kras Repen.
Al termine della stagione si ritira dal calcio giocato.

## Palmarès

### Competizioni nazionali
- Coppa Italia Serie C: 1

Prato: 2000-2001
- Campionato italiano Serie C2: 1

Prato: 2001-2002 (girone A)
- Campionato italiano Serie C1: 1

Spezia: 2005-2006 (girone A)
- Supercoppa di Lega di Serie C1: 1

Spezia: 2006